# Червоний пророк
«Червоний пророк» (англ. Red Prophet) — фентезійний та альтернативно-історичний роман американського письменника Орсона Скотта Карда, написаний 1988 року. Друга книга в серії «Легенди Елвіна Міллера» про Елвіна Міллера, сьомого сина сьомого сина. «Червоний пророк» отримав премію «Локус» за найкращий фантастичний роман у 1989 році, а також був номінований на найкращий роман премії Неб'юла 1988 року та найкращий роман премії Г'юго 1989 року.

## Історичний фон
Події книги розгортаються в альтернативній версії Америки, де люди мають особливі здібності, відомі як «здібності». Герої охоплені сюжетом із розгалуженнями для всього майбутнього Америки, включаючи альтернативні версії Тенскватава («пророк»), Текумсе, Вільяма Генрі Гаррісона і навіть Наполеона та Ла Файєта.

## Сюжет
Лолла-Воссікі, неспокійний, одноокий, поціновувач віскі «Ред», покидає форт генерала Гаррісона й прямує на північ, щоб знайти свого «звіра мрії», духа, який може врятувати його від болю спогадів. У своїй подорожі він зустрічає Елвіна Міллера-молодшого і допомагає йому прийняти етичне рішення, яке назавжди вплине на життя Міллера. На знак подяки Елвін зцілює хворобливі спогади Лолли-Воссікі, дозволяючи йому відмовитися від алкоголю та знову осісти. Лолла-Воссікі перетворюється в «Пророка», хоча воліє бути відомим як Тенсква-Тава. Лолла-Воссікі проповідує і пацифізм, і сепаратизм, вважаючи, що «червоні» мають жити на захід від Міссісіпі, а «білі» повинні жити на схід від річки.
Тим часом брат Лолли-Воссікі, Текумсе, намагається згуртувати «червоних» навколо віри в те, що їх землю потрібно нещадно захищати. Коли Елвіна Міллера-молодшого і його старшого брата Мера, які подорожують до місця народження (де Елвін, як очікується, стане учнем коваля на річці Хатрак), двох братів захоплюють «червоні» (корінні американці), надіслані Вільямом Генрі Гаррісоном навмисно створювати конфлікт. Текумсе, надісланий Лоллою-Воссікі, рятує братів від тортур і смерті. Мер залишає «червоних» лише для того, щоб бути схопленими людьми Вільяма Генрі Гаррісона і згодом побитими до стану напівсмерті. Текмсе супроводжує Елвіна до святого місця Восьмиликий курган, де вони зустрічаються з Оовідачем легенд, старим другом Елвіна. Використовуючи духовні сили Восьмиликого кургану, Елвін здатний зцілювати Мера на відстані. Після цього Мер отримує змаогу зупинити вбивство послідовників Лолли-Воссікі жителями села та людьми Вільяма Генрі Гаррісона через ймовірне викрадення та вбивство Елвіна та Мера Міллерів.

## Адаптації
Коміксова версія роману з дванадцяти частин була надрукована виданням Dabel Brothers Productions від Marvel. На обкладинці одного з випусків коміксів зображена копія картини Джона Бакстона «Залучення до села Шоні», яка була замовлена Центром спадщини округу Кларк, штат Огайо.

## Головні герої
- Текумсе
- Тенксватава — відомий як пророк, використовував своє «внутрішнє око», щоб передбачати майбутнє та допомагати формувати події відповідно до передбачень.
- Вільям Генрі Гаррісон
- Наполеон — володіє вмінням змусити своїх солдатів бути шалено вірними і готовими померти за нього.
- Жильбер де Лафаєт
- Ендрю Джексон